# خورشیدگرفتگی ۵ ژانویه ۲۰۳۸
خورشیدگرفتگی ۵ ژانویه ۲۰۳۸ (به انگلیسی: Solar eclipse of January 5, 2038) یک خورشیدگرفتگی از نوع خورشیدگرفتگی حلقه‌ای است. این خورشیدگرفتگی در تاریخ ۵ ژانویه ۲۰۳۸ میلادی (‎۱۶ دی ۱۴۱۶ خورشیدی) روی خواهد داد که زمان اوج آن، ساعت ۱۳:۴۷:۱۱ به‌وقت ساعت هماهنگ جهانی است. مدت زمان و طول این خورشیدگرفتگی ۳ دقیقه و ۱۸ ثانیه خواهد بود.